# 阿巴斯港國際機場
阿巴斯港國際機場（波斯語：فرودگاه بین‌المللی بندرعباس）位於伊朗霍爾木茲甘省的首府阿巴斯港。

## 航空與航點
- 伊朗航空（伊斯法罕，設拉子，德黑蘭市-梅赫拉巴德）
- （馬什哈德，德黑蘭市-梅赫拉巴德）
- （杜拜）
- （杜拜，德黑蘭市-梅赫拉巴德）
- （科威特，拉合爾）—— 技術站

## 事故
- 伊朗航空公司655號班機